# Eriocaulon arenicola
Eriocaulon arenicola là một loài thực vật có hoa trong họ Cỏ dùi trống. Loài này được Britton & Small mô tả khoa học đầu tiên năm 1917.